# كابرايلس
بلدية كابريلس (بالكاتالانية: Cabrils) هي إحدى بلديات مقاطعة برشلونة، والتي تقع في منطقة كاتالونيا، شرق إسبانيا.
يبلغ عدد سكانها 6.698 نسمة وفقاً لإحصائية سنة (2007).